# Senda macomita
La senda macomita o senda de los macomitas era una vital vía de comunicación terrestre utilizado principalmente por los pueblos aborígenes que atravesaba las masas boscosas del Gran Chaco uniendo el río Bermejo con el río Salado en el norte de lo que hoy es la Argentina.

El nombre era dado porque atravesaba territorio poblados por los llamados macomitas (una parcialidad de los wichí).
La importancia de esta ruta se debió a las características de un sector de los bosques chaqueños, conocido como El Impenetrable justamente por su difícil acceso. La vegetación arbustiva y arbórea abundante, seca y espinosa conformaban una valla natural para unir las ciudades del litoral del Virreinato del Río de la Plata con las situadas en el oeste. La ciudad de Concepción de Buena Esperanza fue fundada por los españoles sobre este camino para poder establecer una vía segura entre Asunción y Talavera de Esteco, dos de las principales ciudades del siglo XVII. También hay referencias de que el gobernador intendente de la intendencia de Salta del Tucumán, Gerónimo Matorras atravesó la misma durante su expedición que finalizó en el tratado de paz de La Cangayé.